# Olga San Juan
Olga San Juan (16. března 1927 New York – 3. ledna 2009 Burbank) byla americká herečka a tanečnice.

## Život
Narodila se 16. března 1927 ve Flatbush v Brooklynu Luisi San Juanovi, válečnému veteránovi z 1. světové války, a jeho ženě Mercedes. Oba její rodiče byli z Portorika, kam se také v roce 1930 odstěhovali, ale o dva roky později se vrátili zpět do New Yorku.
Již ve třech letech začala chodit na taneční lekce a v jedenácti letech dokonce vystupovala se spolužáky u tehdejšího prezidenta Franklina Delano Roosevelta v Bílém domě. Později se stala součástí dětského portorického klubu Infancia Hispania, jehož členem byl i budoucí hudebník Tito Puente.
Poté, co její onemocněl otec, musela opustit střední školu a začala si vydělávat jako tanečnice v nočních klubech. Nakonec založila svůj vlastní sbor: „Olga San Juan and Her Rumba Band“.
Brzy poté podepsala smlouvu se studiem Paramount Pictures a v roce 1943 debutovala v krátké hudební komedii Carribean Romance. Následující rok se už objevila i v celovečerním muzikálu Rainbow Island (1944). Po dalších pěti snímcích, kde hrála pouze vedlejší role, přišel konečně film Blue Skies (1946), ve kterém hrála zpěvačku z nočního klubu Nitu Novu a její výkon nemohl zůstat bez povšimnutí.
Brzy jí byla přidělena jedna z hlavních rolí v muzikálu Variety Girl (1947) a zahrála si i mnoha dalších filmech, jako One Touch of Venus (1948), Are You with It? (1948), či The Beautiful Blonde from Bashful Bend (1949).
Stejně jako většina tehdejších hereček se stala i oblíbenou modelkou a pin-up girl. Ve 40. letech se také začala objevovat v rádiu (v Command Performance, a poté v Lux Radio Theatre).
Po svatbě s hercem Edmondem O'Brianem v roce 1948, s filmováním téměř skončila a zmizela i z očí veřejnosti. Jejím posledním filmem se stalo kriminální drama The 3rd Voice (1960), kde hrála i se svým manželem a s televizí se rozloučila o 4 roky později v The Mike Douglas Show.
Olga San Juan zemřela 3. ledna 2009 v nemocnici v Burbanku na selhání ledvin.

## Filmografie (kompletní)

### Filmy
- 1943 Caribbean Romance (režie Lester Fuller)
- 1944 Rainbow Island (režie Ralph Murphy)
- 1945 The Little Witch (režie George Templeton)
- 1945 Bombalera (režie Noel Madison)
- 1945 Out of This World (režie Hal Walker)
- 1945 Duffy's Tavern (režie Hal Walker)
- 1946 Cross My Heart (režie John Berry)
- 1946 Blues Skies (režie Mark Sandrich, Stuart Heisler)
- 1947 Variety Girl (režie George Marshall)
- 1948 The Countess of Monte Carlo (režie Frederick De Cordova)
- 1948 One Touch of Venus (režie William A. Seiter, Gregory La Cava)
- 1948 Are You with It? (režie Jack B. Hively)
- 1949 The Beautiful Blonde from Bashful Bend (režie Preston Sturges)
- 1954 Bosonohá komtesa (režie Joseph L. Mankiewicz)
- 1960 The 3rd Voice (režie Hubert Cornfield)

### Seríály
- 1960 Johnny Midnight (režie Robert Stevens, John English, David Orrick McDearmon)